# Pablo Reinoso
Pablo Reinoso, né le 8 mars 1955 à Buenos Aires, Argentine, est un artiste franco-argentin. Il vit et travaille à Paris depuis 1978.
Sa pratique pluridisciplinaire évolue à travers les médiums de la sculpture, de l’installation, de l’architecture, du design, du dessin et de la peinture. Organisée en série, son œuvre explore les notions de matérialité, de fonction et d’espace. Travaillant à partir d’une variété de matériaux et de supports, il s’intéresse à leur fonction intrinsèque, qu’il questionne, prolonge et transforme, afin de les faire basculer vers des nouveaux territoires plastiques et conceptuelles.
Il est reconnu pour ses œuvres monumentales au sein de l’espace public,,,,,, qu’il réalise tant en France qu’à l’international, telles que les œuvres Nouages (2013), s’étendant le long du quai Gillet de la Saône à Lyon ; Only Children’s Bench et We Watch You Too à Londres (2016) ou encore Aires de Buenos Aires (2019) dans sa ville natale.
Son travail a été exposé dans de prestigieuses institutions telles que le Musée d'Art Moderne de la Ville de Paris, le Musée d'Art Latin-américain de Buenos Aires (MALBA), le Kunstmuseum den Haag (La Haye) ainsi que dans le cadre de manifestations d’envergure telles que la Biennale de Venise ou la Bienalsur. Il réalise souvent des installations monumentales dans le cadre des programmes de foires comme la FIAC Hors-les-Murs à Paris, la Frieze Sculpture à Londres ou encore Art Basel Miami: Cities. En 2022, le Château de Chambord lui consacre une exposition majeure, titrée Débordements.

## Biographie et début de la carrière artistique
Né à Buenos Aires en 1955, Pablo Reinoso est le fils des psychanalystes Janine Puget et Diego Garcia Reinoso. Dès son plus jeune âge, il s’intéresse à la création artistique, réalisant sa première sculpture intitulée Tronc Articulé en 1970. En 1973, il bénéficie de sa première exposition à la Galería Lirolay de Buenos Aires, puis en 1975 il expose à la Galería Van Riel. Dans ce cadre, il  présente ses premières œuvres en bois, dont Virapita, une pièce emblématique de la série "Articulations". Inspirées des articulations humaines, ces sculptures sont composées d’éléments en bois reliés entre eux, permettant de les présenter sous différentes configurations. Ainsi, ces œuvres n'ont pas de forme définitive, mais peuvent constamment évoluer, offrant une multiplicité de formes potentielles.
À partir de 1972  Pablo Reinoso suit des études en architecture à l’Université de Buenos Aires, avant de s’installer en France. En 1978, il obtient une bourse d’études pour se spécialiser dans le travail du marbre et s’installe à Carrare (Italie) pendant un an, partageant son temps entre Paris et la Toscane. En 1981, il figure parmi les finalistes de la Bourse d’art Monumentale d’Ivry-sur-Seine, et en 1982, il participe à la Biennale des Jeunes Artistes au Musée d'Art Moderne de la Ville de Paris, où il présente l’installation Paysage d’eau/Mer de Charbon (1982). Cette œuvre en marbre sculpté repose sur une surface de charbon, interrogeant ainsi la relation entre les écosystèmes naturels et humains.

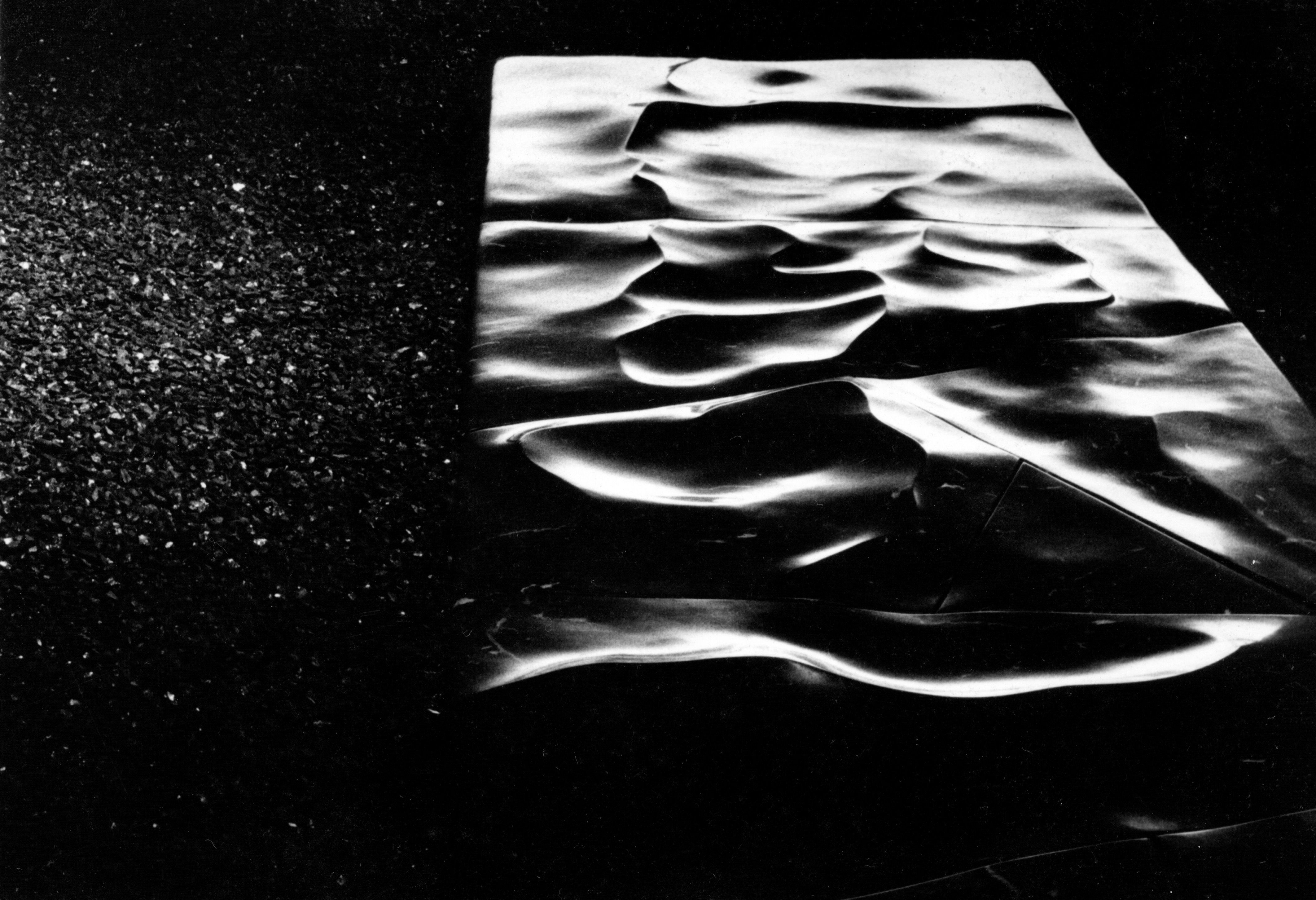
Pablo Reinoso, Paysage d'eau/Mer de Charbon, 1982

Au cours des années 1980, il développe les séries « La découverte de l’Amérique », liée à l’histoire de l’exploration de l’Amérique, ainsi que « Fragments d’un discours amoureux » en 1987, inspirée du livre de Roland Barthes. Ces sculptures interrogent les notions de temps, de seuil et de passage, chaque œuvre étant inspirée du titre de l’un des chapitres du livre.
Parallèlement à son œuvre sculpturale, les années 1980 sont marquées par l’implication de Pablo Reinoso dans l’univers du théâtre et du ballet en tant que photographe. Il réalise les photographies des ouvrages Tango, consacré au ballet du chorégraphe Oscar Aráiz avec le ballet du Grand Théâtre de Genève (1981) et Béjart au travail (1984), portant sur le travail de Maurice Béjart. Entre 1984 et 1986, il est conseiller auprès de Gerard Mortier dans le cadre de la réouverture du Théâtre Royal de la Monnaie. En 1985, il réalise les photographies de la pièce Le Mahâbhârata, mise en scène par Peter Brook au Festival d’Avignon.
Au tournant des années 1980 et 1990, Pablo Reinoso intègre le travail du bronze et de l’acier dans sa pratique, marquant le début de la série « Passeurs du temps ». Ces sculptures mesurent le temps ou symbolisent son écoulement, créant une tension entre les objets dont elles s’inspirent — tels que des cuillères ou des sabliers — et l’objet sculptural en tant que tel. Dans les années 1990, l’artiste réalise ses premières œuvres pour l’espace public, dont les œuvres The potato harvester (1994), installée à Tokyo au Japon, ou Mémorial, au Colegio Nacional de Buenos Aires (1997). Il expose ses œuvres dans le cadre d’expositions collectives au Centre Georges-Pompidou (1990), à la Biennale de Venise (1993)  et bénéficie de plusieurs expositions personnelles en galerie.

## Les «Respirantes», à partir de 1995

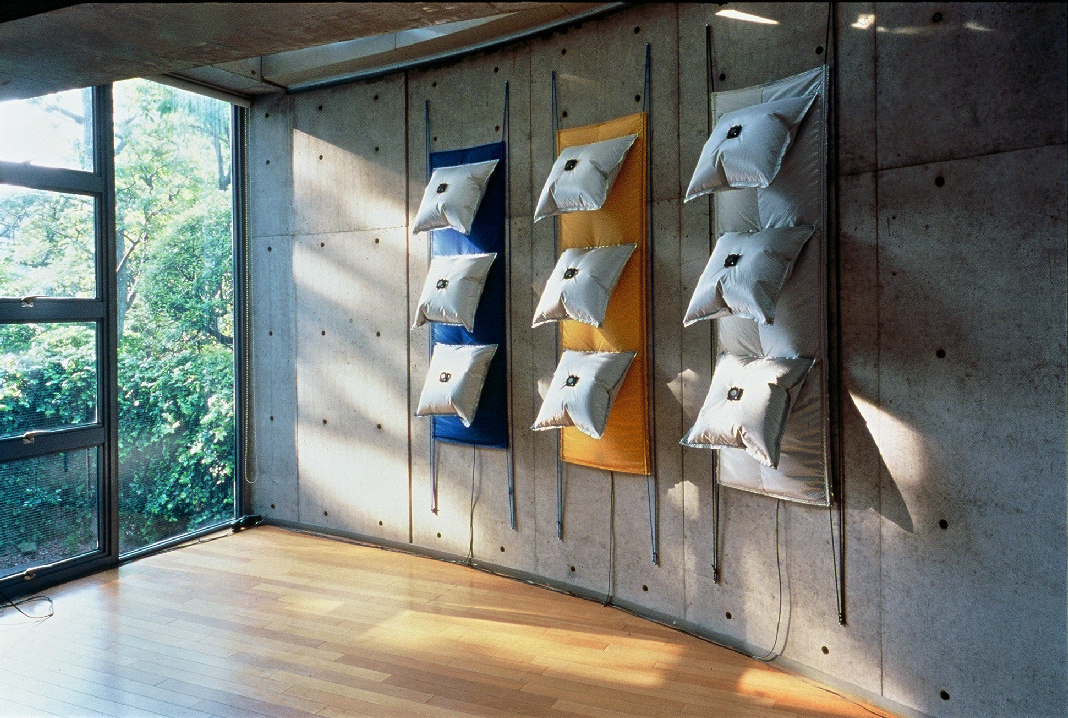
Vue de l'exposition A Mestiçagem (Le métissage) au Musée National d’Art Moderne de Bahia en 1996. Ensemble d'œuvres respirantes faisant partie de l'installation Syncrétisme.

À partir de 1995, Pablo Reinoso inaugure la série des « Respirantes ». Ces œuvres sont réalisées à partir de toiles sur lesquelles sont cousus des “coussins” alimentés par un système électrique, leur permettant de se gonfler et de se dégonfler. Évoquant la respiration humaine, ces sculptures fonctionnent grâce à un système de support artificiel, symbolisant la vie et l’interdépendance de toutes les formes du vivant. En 1996, ce travail fait l’objet de l’exposition A Mestiçagem (Le métissage) au Musée National d’Art Moderne de Bahia, au Brésil. L’exposition réunit une cinquantaine d’œuvres Respirantes explorant le syncrétisme religieux, à travers une représentation des Orixás, divinités afro-brésiliennes du candomblé, qui sont mises en relation avec leurs équivalents catholiques, illustrant la fusion de ces deux univers spirituels. La même année, l’artiste expose également au Centro Cultural Borges de Buenos Aires dans le cadre d’une exposition monographique. 

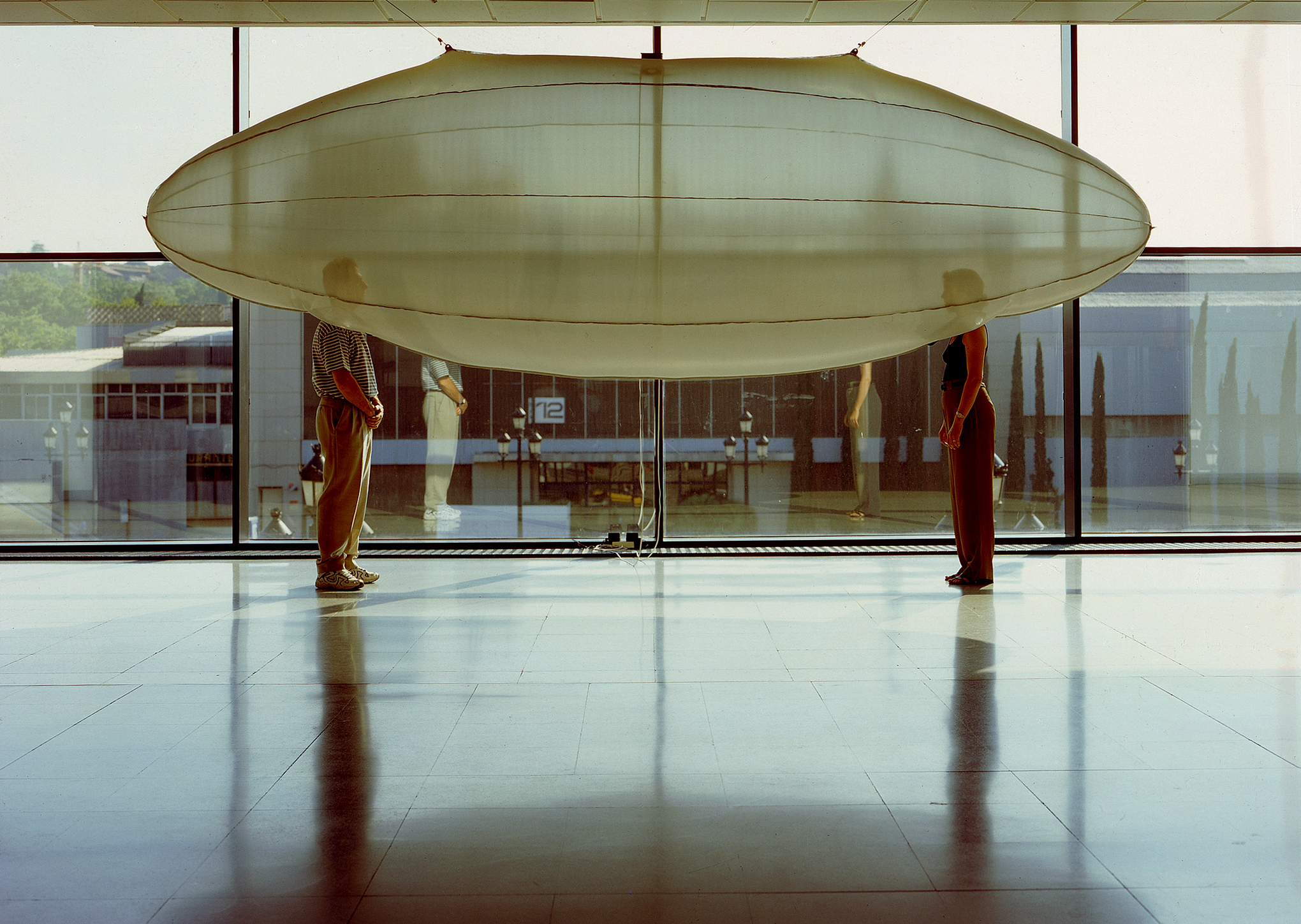
L'œuvre respirante La parole, 1998. Vue d'exposition, Palais des congrès, Barcelone

En 1998, l’artiste bénéficie d’une exposition personnelle à la Maison des Arts de Malakoff, où il présente un ensemble d’œuvres respirantes liées à de concepts et de représentations propres à la psychanalyse. En 2001, dans son exposition Œuvres récentes 2000 - 2001  à l’Arsenal de Soissons, il présente des œuvres majeures, telles que les Monochromes respirants, ou encore Las Meninas (Ejercicio Horizontal) (2000) et Men-in-a (2000), s'inspirant des analyses de Jacques Lacan et de Michel Foucault sur le célèbre tableau de Diego Velázquez, Les Ménines (1656).

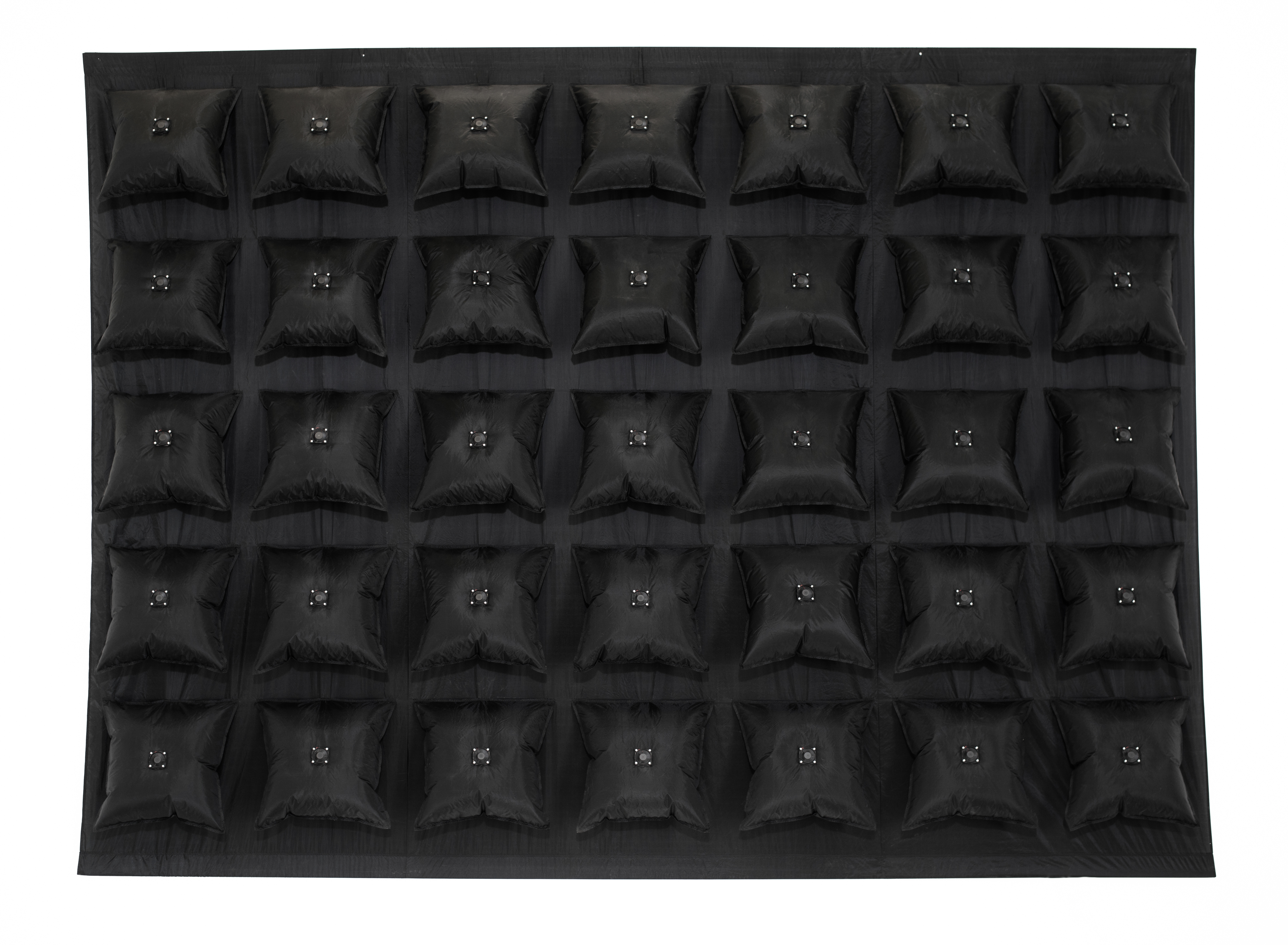
Pablo Reinoso, Monochrome respirant, 1999

L’année 2002 marque un tournant important pour l’artiste, avec la présentation d’installations in-situ majeures. Il réalise d’abord Ashes to Ashes à la Casa de América à Madrid. Composée de planches de bois tordues et brisées, cette installation monumentale et immersive investit le lieu d’exposition dans son ensemble, brouillant les repères et la perception de l’espace. La même année, Pablo Reinoso présente l’œuvre L’observé aux Galeries Lafayette, lors de la Nuit Blanche de la Ville de Paris. L’installation se compose d’une immense œuvre persistante de forme ovale longue de 30 mètres, suspendue sous la coupole de l’édifice. Une ouverture située à la base de la sculpture permet aux visiteurs d’observer l'intérieur de l’œuvre et de découvrir leur reflet dans un miroir positionné à l'autre extrémité, interrogeant leur relation à l’espace et à l’autre.
Au début des années 2000, il expose également à l’Espace d’Art Yvonamor Palix (2001), au Centre d’art André Malraux (2003) et à la galerie Ruth Benzacar (2003) et participe à des nombreuses expositions collectives, telles que El final del eclipse (2001) à la Fundación Telefónica de Madrid, une exposition itinérante qui est également présentée à Mexico, Buenos Aires, Santiago du Chili et à Lima dans les années suivantes, ainsi qu’à l’exposition Blow-up au Vitra Design Museum (2000) ou encore Paris pour escale (2000) au Musée d’Art Moderne de la Ville de Paris.

## La série «Thoneteando» et «Prêt-à-thonet» (à partir de 2004)

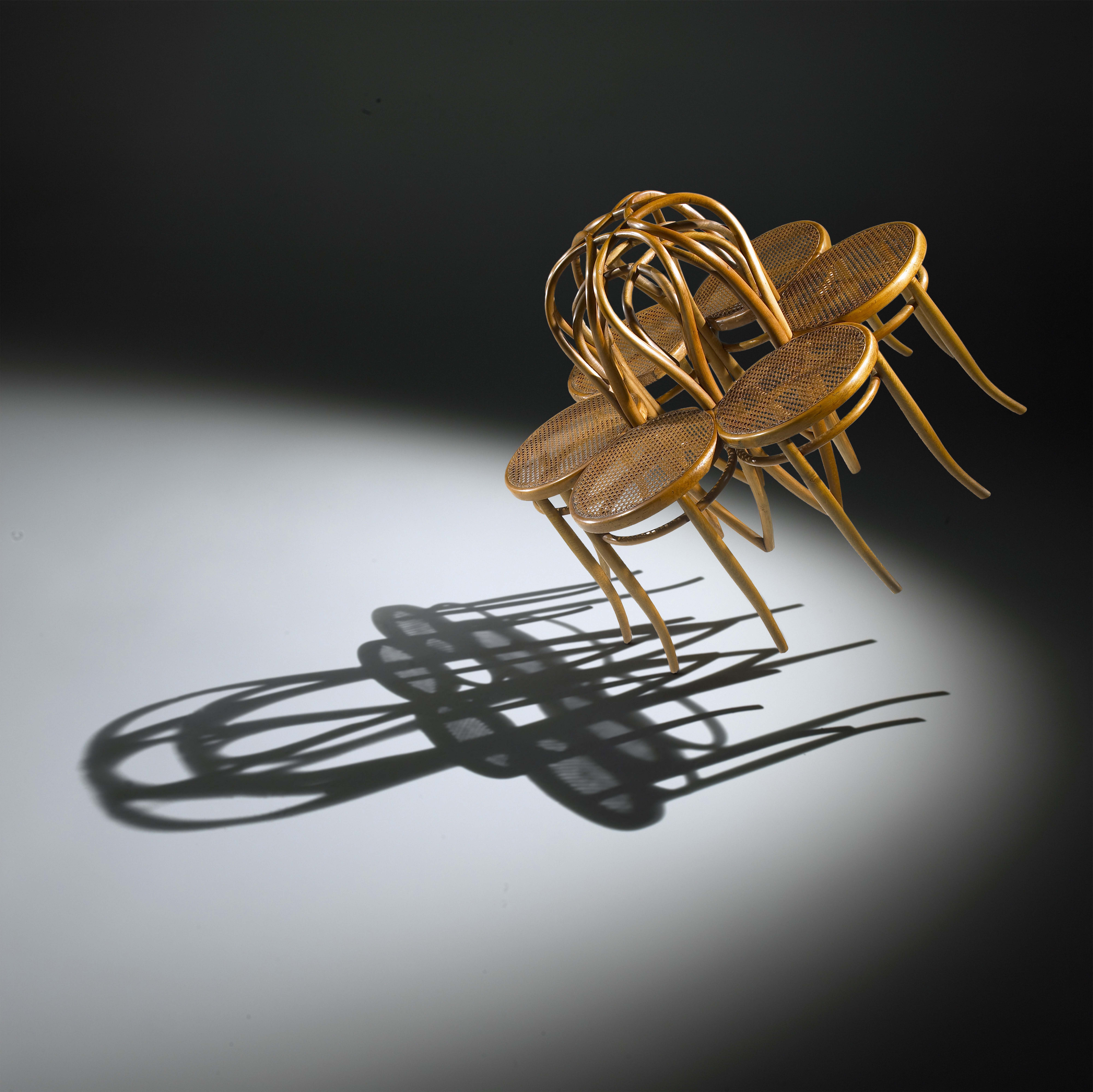
Pablo Reinoso, Thonet 01, 2005

En 2005 Pablo Reinoso inaugure la série « Thoneteando »,, un hommage aux chaises conçues par le fabricant Michael Thonet et à sa méthode de production innovante, qui marque l’histoire du design industriel. Il compose à partir de plusieurs modèles d’assises Thonet des sculptures qui interrogent, prolongent ou bouleversent la fonction première du support, créant ainsi de nouvelles associations plastiques, visuelles et symboliques. Cette série d’œuvres fait notamment l’objet d’une exposition personnelle titrée Nouages d’ombre à l’Instituto Cervantes de Paris en 2006. 
En 2004 et 2006, l’artiste réalise les deux films Séances et Thoneteando autour de l’univers Thonet en collaboration avec la danseuse et chorégraphe Blanca Li,. Dans la lignée de ce travail, l’artiste réalise également la série « Prêt-à-thonet », composée de sculptures qui mélangent les fonctions des sièges, de la pièce de mode ou de l’accessoire vestimentaire, à l’intersection de l’art, du design et de la mode. À deux reprises, ces pièces ont été portées lors de défilés de mode : pendant le défilé Automne-Hiver 2006 du designer David Delfin, puis en 2007 lors de la présentation de la collection Printemps-Été du designer Martin Churba.

## Les «Bancs Spaghetti» et les «Cadres» (à partir de 2006)

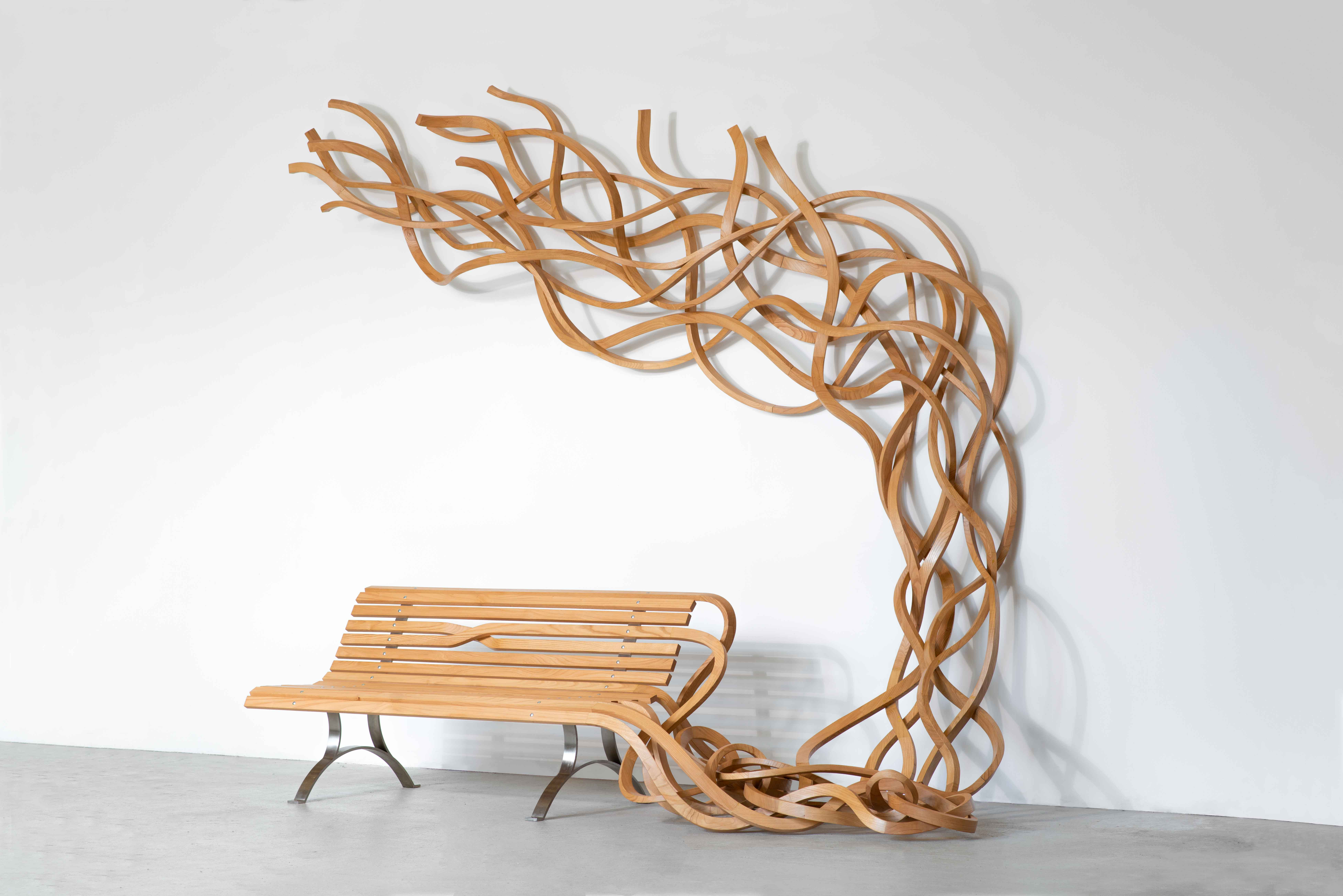
Pablo Reinoso, Curly Bench, 2019

Au milieu des années 2000, Pablo Reinoso développe la série « Bancs Spaghetti ». Ici, il prend comme point de départ le banc public, un objet au design universel qui traverse l’époque et les cultures, auquel il applique une logique de déploiement, d’évolution et de croissance. Sensible aux enjeux liés à la crise climatique, Pablo Reinoso conçoit ses « Bancs Spaghetti » comme un hommage à l’intelligence végétale, aux agencements que le monde naturel adopte afin d’assurer sa croissance et sa pérennité. Dans ces œuvres, le bois se met à croître de manière organique, colonisant les objets, l’architecture et l’environnement. L’installation monumentale Enredamaderas que l’artiste réalise en 2009 pour le Musée d’Arte Latinoamericano à Buenos Aires est emblématique de cette démarche. Le banc prolifère à travers l’espace du Musée, bouleversant la relation entre l’œuvre, le lieu et ses spectateurs.
En 2009, l’artiste s’empare à nouveau de l’objet  assise — cette fois celle d’écolier — pour créer l’installation Chaises au collège pour la façade du College Hôtel à Lyon.
Parallèlement, l’artiste développe la série « Cadres », des œuvres en bois inspirées de l’objet cadre, où la matière déborde en dehors de son périmètre et se déploie dans l’espace. Ces sculptures sont souvent inspirées de thèmes tirés de l’histoire de l’art et de la mythologie, comme Laocoonte (2014) ou Les trois grâces (2012). En 2011, l’artiste réalise une commande pour l’Hôtel du Marc à Remis, créant l’œuvre Cadre de vie, composée d’un cadre en bois dont les courbes en bois s’entrelacent avec celles d’un banc de sa série Spaghetti.

## Années 2010: le travail de l'acier et les installations dans l'espace public

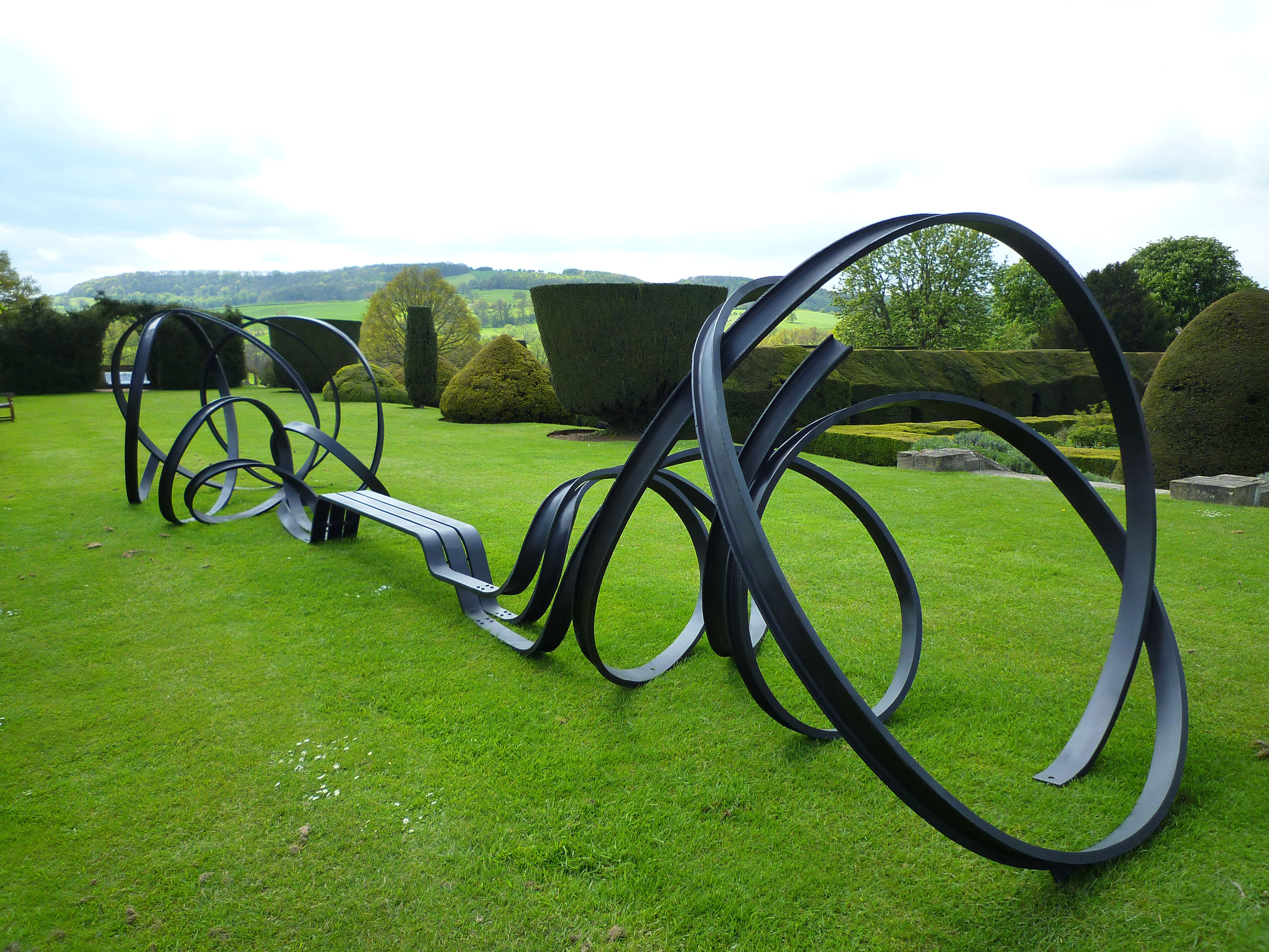
Pablo Reinoso, Huge Sudeley Bench, 2009

À partir de 2009, Pablo Reinoso commence à employer l’acier dans sa production sculpturale. Il s’empare notamment des es poutres UPN utilisées dans l’architecture, à partir desquelles il sculpte ses « Garabatos ». Cette série se compose d’œuvres monumentales, qui conservent la fonctionnalité de l’assise, tout en déployant des formes organiques, évoquant la croissance et l’arborescence des formes végétales. Il réalise également des « Bancs Spaghetti » en métal et développe la typologie des « Chaises Hautes » Au milieu des années 2010, il se tourne également vers la poutre en acier de type H, qui donne lieu à la série « Beam » où il utilise à nouveau un support de construction afin de créer des sculptures qui, selon les cas, préservent ou abandonnent leur dimension utilitaire.
Dès lors, les œuvres de l’artiste s’épanouissent dans l’espace public, en France ou à l’international. Parmi ses réalisations les plus ambitieuses, l’artiste signe notamment l’œuvre Nouages en 2013, une commande publique conçue pour la ville de Lyon dans le cadre du réaménagement des quais de la Saône. À Lyon, il signe une autre commande importante pour l’Hôtel Fourvière en 2015, créant un parcours d’œuvres in-situ conçu en dialogue avec l’architecture du lieu. D’autres œuvres d’envergure sont réalisées à cette période pour des sites publics et prestigieux, parmi lesquelles Huge Sudeley Bench (2010, Château de Sudeley, Angleterre), Gloriette (Souks de Beyrouth, Liban), Sillas de la Armonia (2011, Isla el Descanso, Argentine), Circular Bench (2012, Domaine de Chaumont-sur-Loire), Mastil firulete (2013, San Martín, Argentine) We Watch You Too et Only Children’s Bench (2016, Londres, Royaume-Uni), Racines de France (2016, Palais de l’Élysée), Busan Infinity Line (2019, Busan, Corée du Sud), Aires de Buenos Aires (2019, Buenos Aires, Argentine), The Ark (2019, Londres, Royaume-Uni).

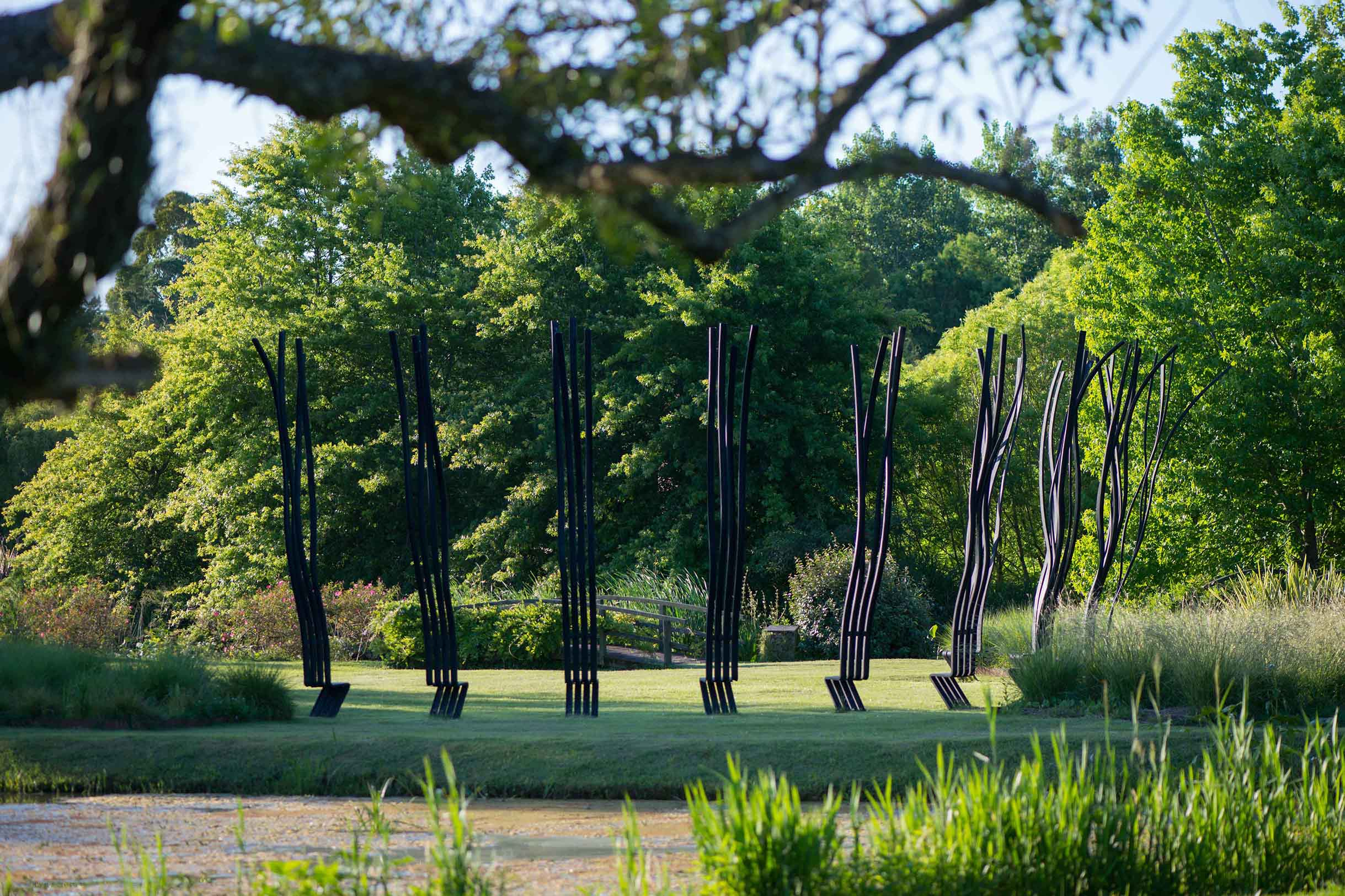
Pablo Reinoso, Sillas de la armonia, 2011 (Isla El Descanso, Argentina)

En 2016 l’artiste réalise l’œuvre Racines de France (2016) pour la terrasse sud du Palais de l’Élysée, sous la présidence de François Hollande. Inaugurée le 24 juillet 2016, l’œuvre se compose de deux œuvres Garabatos sculptés portant un olivier et un chêne, symboles de la République Française, représentant les racines plurielles et diversifiées du pays. En 2017, l’artiste conçoit l’installation L’observatoire du ciel pour le Miroir d’eau de Bordeaux, dans le cadre de la Biennale AGORA. Cette intervention se compose de cinq bancs Spaghetti disposés sur la surface de l’eau, permettant aux usagers d’investir ce lieu et offrant un point de vue changeant sur l’environnement qui les entoure.

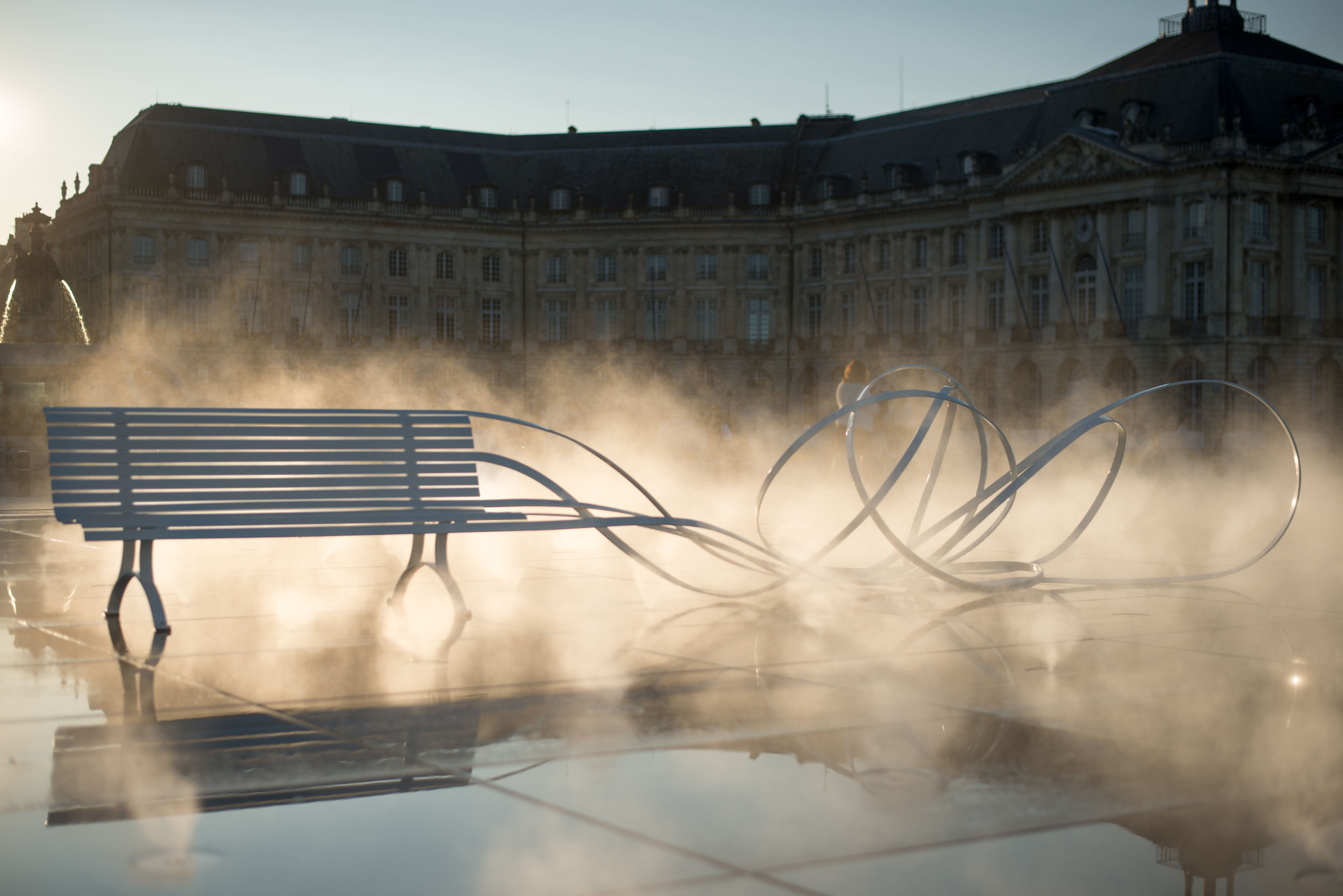
Pablo Reinoso, L'observatoire du ciel, 2017. Vue de l'installation sur le Miroir d'Eau, Bordeaux, dans le cadre de la Biennale AGORA.

Les années 2010 sont également marquées par plusieurs expositions et installations importantes. Parmi celles-ci, les expositions personnelles Un monde renversé à la Maison de l’Amérique Latine à Paris en 2015 (commissariat : Jérôme Sans) et Supernature (2019) à Nice, à nouveau curatée par Jérôme Sans. L’artiste réalise en 2018 l’installation Le cercle (2018), composée de huit Chaises Hautes installées dans le bassin octogonal du Jardin des Tuileries, à l’occasion de la FIAC Hors-les-murs. À cette occasion, il réalise à nouveau un film avec Blanca Li, titré Le Cercle de lecture, qui sort en 2020. En 2019, il est invité par la commissaire d’exposition Diana Weschler à réaliser Desde el otro lado dans le cadre de la Bienalsur à Buenos Aires, une installation monumentale explorant les notions de déplacement et d’exil. L'artiste participe également à des nombreuses expositions collectives, dont Against the Grain, présentée au Museum of Arts and Design à New York, où il expose des œuvres telles que Spiralthonet (2008) et Two for Tango (2012).
En 2017, la première monographie consacrée au travail de l’artiste est publiée aux éditions 5 Continents,, avec des textes de Michel Serres, Henri-François Debailleux et Gérard Wajcman. La même année, il est nommé chevalier de l’Ordre des Arts et des Lettres.

## 2019-2020: Trees, le confinement et l’œuvre graphique
Au tournant des années 2010 et 2020, Pablo Reinoso réactive sa série “Articulations”, puis il inaugure les Trees, des sculptures où il associe l’acier au bois brut d’arbres tombés. Il produit notamment l’œuvre Still tree à l’occasion d’Art Basel Miami: Cities, une œuvre de 6 mètres de haut exposée dans le Collins Park de Miami Beach pendant la foire. Avec ces sculptures, l’artiste renouvelle sa réflexion sur les enjeux liés à la crise climatique. Pendant le confinement lié à la pandémie de Covid-19 en 2020, l’artiste développe un corpus de peintures lui permettant de poursuivre sa réflexion formelle et conceptuelle avec un élan nouveau.

## 2021-présent

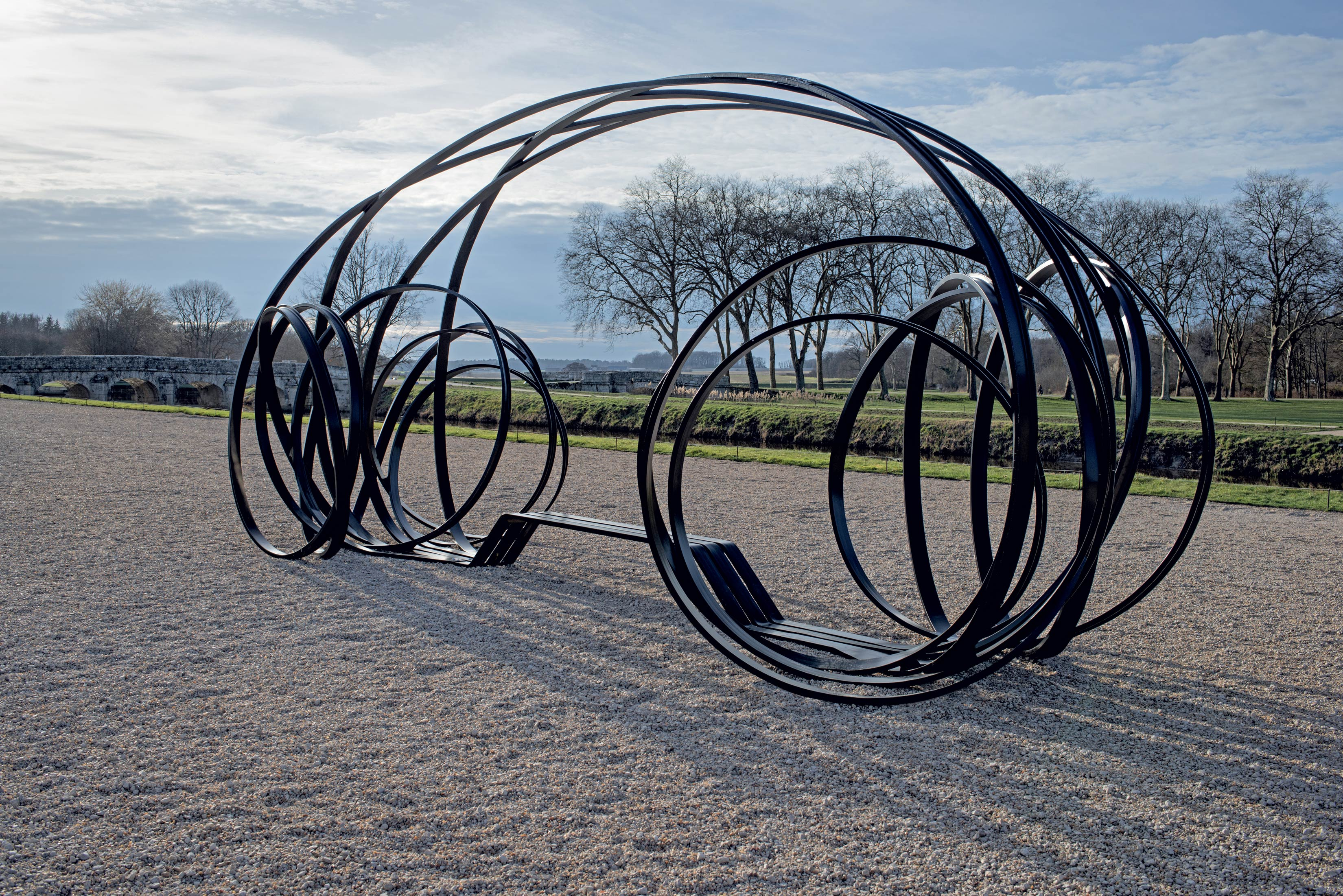
Pablo Reinoso, La grande parole, 2022. Installée dans les jardins du Château de Chambord à l'occasion de l'exposition Débordements.

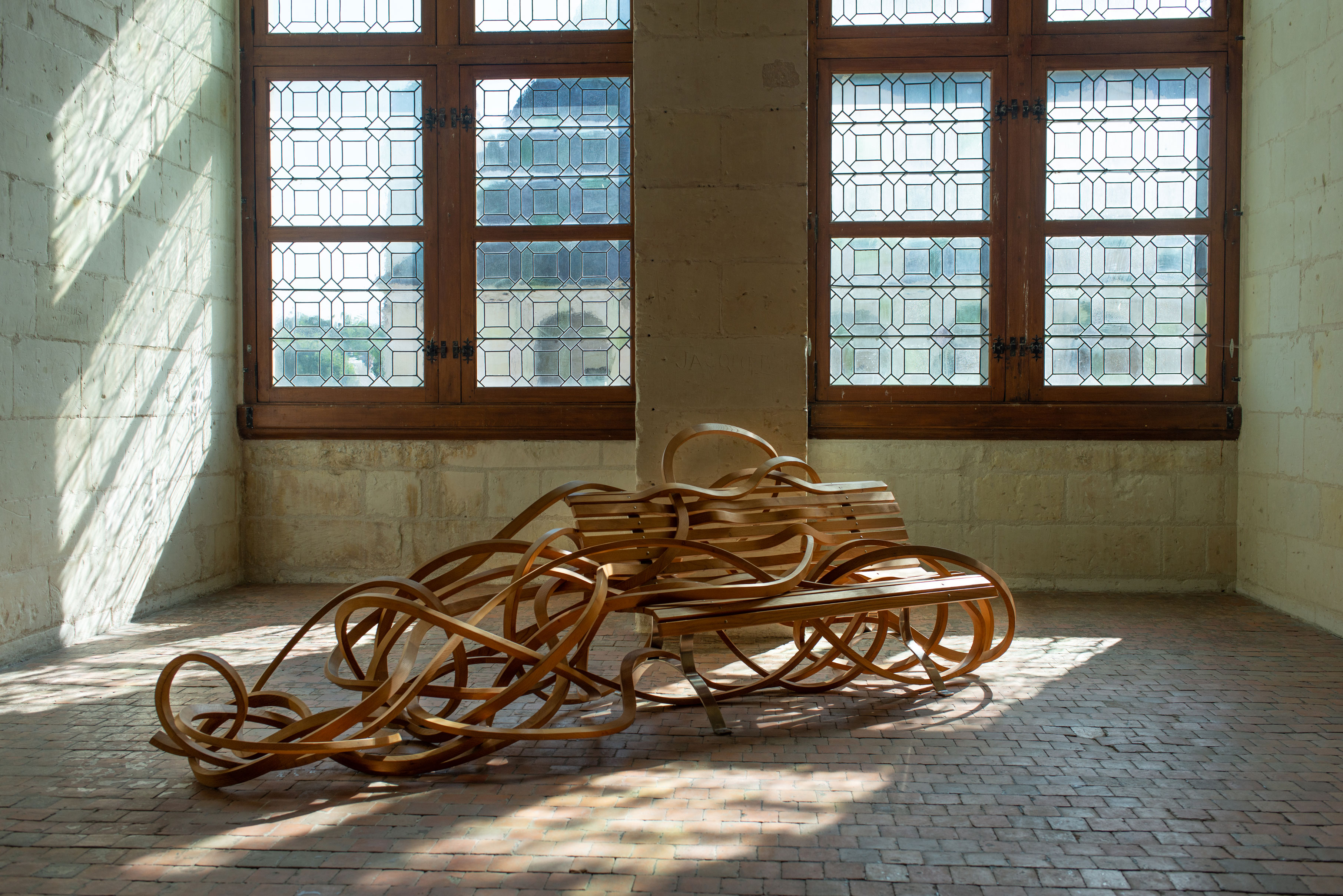
Pablo Reinoso, Retour végétal, 2015. Installée au Château de Chambord à l'occasion de l'exposition Débordements.

Au début des années 2020, l'artiste poursuit sa recherche avec la série Fire, des œuvres en bois sculpté qui se fondent sur la tension entre le matériau — le bois — et sa transformation en formes de flammes, évoquant ainsi sa propre consommation. Il continue également à développer ses séries existantes dans le cadre d’expositions, de commandes et de manifestations artistiques. 
En 2021, la galerie Xippas lui consacre deux expositions : Trames à Genève et A New Frame of Mind (Baronian Xippas Gallery, Knokke). Il expose également au sein de foires et d’institutions muséales en France et à l’international : au Musée des Arts Décoratifs pour l’exposition Un printemps incertain, au Château Saint-Maur, à Venise pour l’exposition Design as Self-Portrait organisée dans le cadre de la Biennale de design, ainsi qu’à Drawing Now (Paris), Art Dubaï et d’autres foires internationales. La même année, il dévoile les œuvres Les bancs extraordinaires et Banc hortensia, réalisées pour les villes de Fontaine-le-comte et d’Angers, respectivement.
En 2022, l’artiste bénéficie d’une importante exposition au Château de Chambord, titrée Débordements. Dans ce cadre, il investit les espaces intérieurs et extérieurs du Château, présentant une cinquantaine de sculptures, dont des œuvres historiques et 23 nouvelles installations conçues spécifiquement pour l’occasion,. Il investit également la façade du Château en y créant Entrelacs, une œuvre monumentale de 45 mètres de haut, réalisée à partir d’une impression textile tirée de l’une de ses peintures à l’encre de Chine. Il présente La grande parole (2022) et Révolution végétale (d’après Léonard) et une série de nouveaux Bancs Spaghetti installées dans les jardins à la française du Château, à côté d’œuvres plus anciennes comme des groupes de Chaises Hautes (2018), l’Arbre augmenté (2019). Avec l’œuvre À double souffle (2022) Pablo Reinoso devient le premier artiste à produire une œuvre pour l’escalier à double révolution du Château. Sous le commissariat de Yannick Mercoyrol, l’exposition interroge les équilibres qui régissent les écosystèmes en puisant dans les matières (le bois, la pierre, l’air, le métal) pour affirmer la force du vivant.
En 2022, à la suite de l’exposition Débordements, l’œuvre La Grande Parole est acquise par la Ville de Blois.

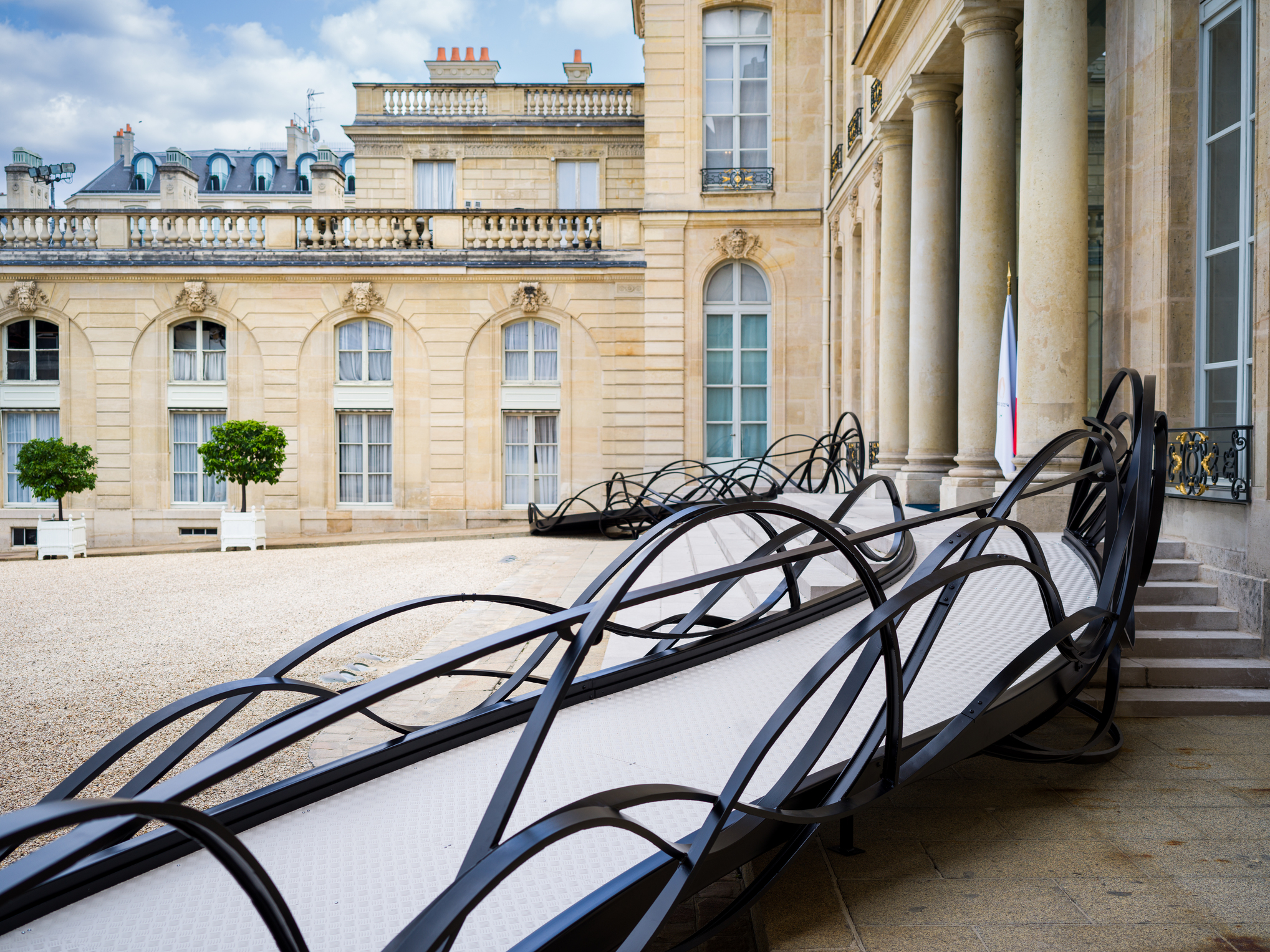
Pablo Reinoso, Fleuves de France, 2024. Œuvre conçue pour la Cour d'Honneur du Palais de l'Élysée.

En 2023, il expose en duo avec l’ami et artiste Julio Le Parc dans le cadre de l’exposition La révolte de la ligne à la Galerie Argentine (Paris). Son travail fait l’objet de plusieurs expositions personnelles, dont notamment Méandres toscans, à San Casciano in Val di Pesa (Italie) et Lines in Motion à la Galerie Custot Dubaï. Il expose également ses œuvres à Sciences Po (Paris) et au Kunstmuseum den Haag (La Haye).
L’année 2024 marque la réalisation de l’œuvre Fleuves de France (2024), conçue pour la Cour d’honneur du Palais de l’Élysée et inaugurée par le Président de la République Emmanuel Macron le 24 juillet 2024 à l’occasion de l’ouverture des Jeux Olympiques et Paralympiques qui se tiennent à Paris cette année. La même année, l’artiste expose au Museo Extremeño e Iberoamericano de Arte Contemporáneo (Badajoz, Espagne) dans le cadre de Las líneas de la vida, une exposition organisée par le commissaire José Jiménez. Il installe également l’œuvre London calling dans le quartier de Paddington à Londres, marquant ainsi sa quatrième intervention dans l’espace public dans la capitale britannique. Il expose également au parc de l’Hangar Y (Meudon),, à la Biennale Jing’an de Shanghai (Chine) et au Centre Pompidou-Metz dans le cadre de l’exposition Lacan : l’exposition.
En 2025, il est nommé chevalier de la Légion d'Honneur par le Président de la République Emmanuel Macron.

## Design

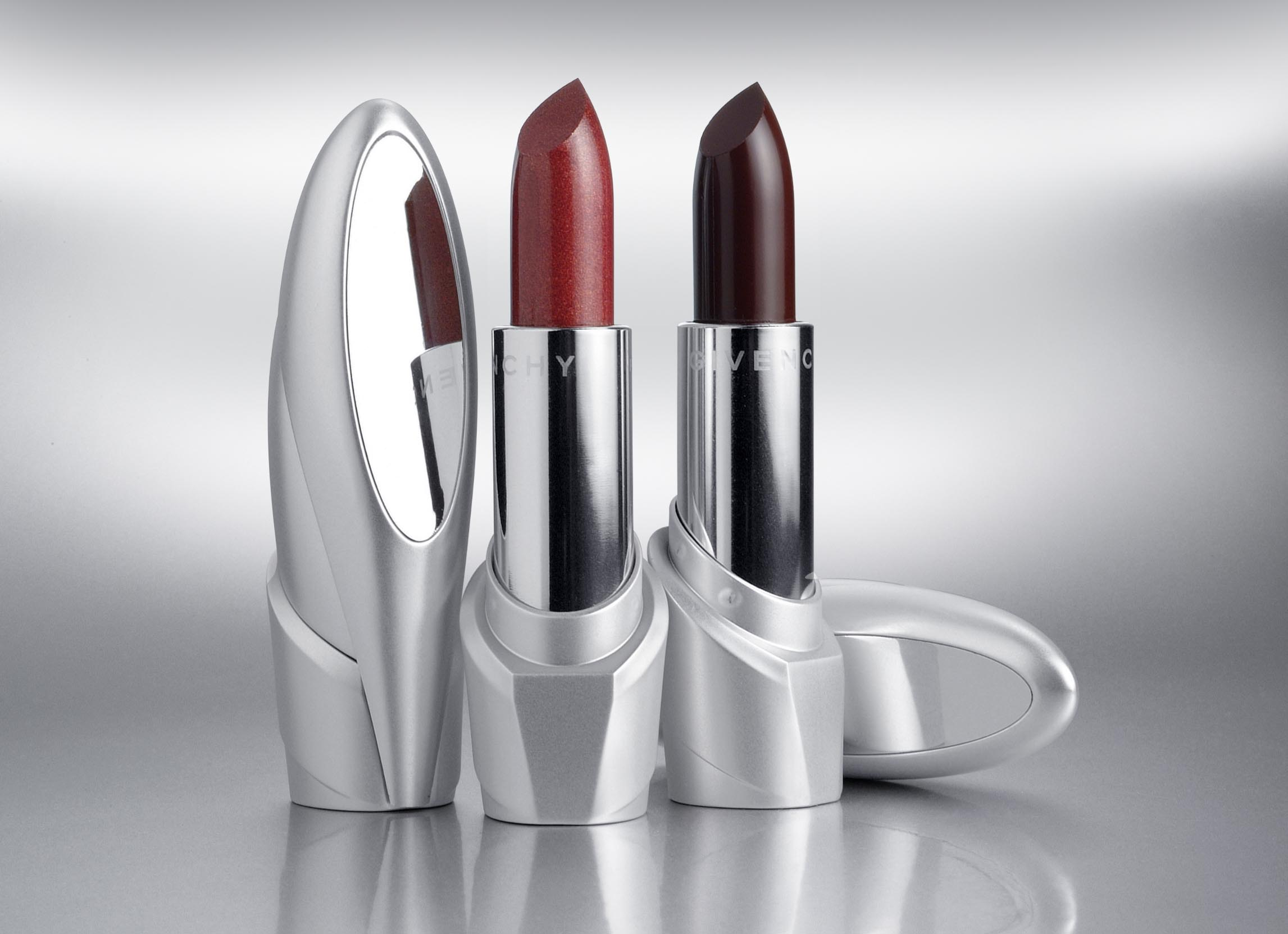
Pablo Reinoso, Rouge Miroir, 1999. Pour Givenchy.

Depuis les années 1990, Pablo Reinoso développe également une activité de designer, dans les domaines du luxe, de la mode, du sport, du mobilier, de la bijouterie ou dans le cadre de manifestations artistiques diverses. À partir de 1997, il travaille pour plusieurs marques du groupe LVMH, en tant que directeur artistique (Parfums Givenchy, Parfums Loewe) ou comme conseiller artistique (Kenzo, Veuve Clicquot, Make-up Forever). En 2000, il collabore avec l’écurie Prost Grand Prix en tant que directeur artistique, puis avec la Ligue de Football Professionnel, signant en 2002 le trophée de la Coupe de la Ligue Française de Football, et à nouveau en 2006 pour la création du Trophée de Ligue 1, appelé Hexagoal. 
Il conçoit également les pièces Pocketable, (1998) éditée par Poltrona Frau, le fauteuil Jin-jon pour Domeau & Pérès (2006), le Bamboo Lightsystem (2007) de la marque japonaise Yamagiwa, le Fauteuil Croco de ville (2014) pour la Ville de Bordeaux à la suite d'une commande de la Biennale Agora 2014 ou l’installation Lolla Chill Out (2018) pour le festival de musique Lollapalooza. 
Depuis 2014, il collabore également avec la Galerie miniMASTERPIECE, créant des pièces de bijouterie inspirés de son langage sculptural. 

## Expositions
Liste complète des expositions via le site de l'artiste.

### Expositions Personnelles (sélection)
- 2024
  - Las líneas de la vida, MEIAC, Badajoz, Espagne.
- 2023
  - Tuscan Meanders / Meandri Toscan, La Tinaia al Bosco, Palazzo al Bosco, San Casciano, Italie.
- 2022
  - Débordements, Château de Chambord, France.
- 2020
  - Pablo Reinoso, Waddington Custot, Londres, Grande-Bretagne
- 2020
  - Supernature, commissariat de Jérôme Sans, Polygone Riviera, Cagnes-sur-mer, France.
- 2017
  - L'Observatoire du Ciel[71], installation de 6 sculptures issues de la série des bancs "Spaghetti" sur le miroir d'eau de la ville de Bordeaux, dans le cadre de la biennale d'architecture, urbanisme et design AGORA.
- 2015
  - Un monde renversé, Maison de l'Amérique latine, Paris, France[72].
- 2013
  - Living sculptures, Macau, Art Plural Gallery.
- 2012
  - Maison Particulière, Bruxelles, Belgique.
  - Fundación YPF, Arte en la Torre, Buenos Aires, Argentine.
  - Pablo Reinoso : A Solo Exhibition, Art Plural Gallery, Singapour.
- 2009
  - Museo de Arte Latinoamericano, MALBA, Buenos Aires, Argentine.
  - Installation Bamboo Light System, School Gallery, Paris, France.
- 2008
  - Carpenters Workshop Gallery, Londres, Grande-Bretagne.
- 2007
  - Thoneteando, Galeria Ruth Benzacar, Buenos Aires, Argentine.
- 2006
  - Nouages d'ombre, Instituto Cervantes, Paris, France.
- 2004
  - Poltrona-Freud, Designer's day, Poltrona Frau, Paris, France.
- 2003
  - L'air Reinoso, Centre d'art André Malraux, Colmar, France.
  - Cocina y comedor, Galería de Arte Ruth Benzacar, Buenos Aires, Argentine.
- 2002
  - FIAC, Espace d’art Yvonamor Palix, Paris, France.
  - L’Observé, Galeries Lafayette, Paris, France.
  - Ashes to ashes, Casa de América, Madrid, Espagne.
- 1998
  - Maison des Arts, Malakoff, France

### Commandes Publiques
- 2024 : Fleuves de France, Palais de l'Élysée, France.
- 2024 : London Calling, Londres, Royaume-Uni.
- 2022 : La grande parole, Blois, France.
- 2021 : Les bancs extraordinaires, Fontaine-le-comte, France.
- 2021 : Banc hortensia, Angers, France.
- 2019 : Busan Infinity Lines, Busan, Corée du Sud.
- 2019 : The Ark, Londres, Royaume-Uni.
- 2019 : Aires de Buenos Aires, Buenos Aires, Argentine.
- 2018 : Pause-Lapin, oeuvre en collaboration avec Florence de Ponthaud, 1% artistique pour le Musée de Cluny, Paris, France.
- 2017 : Lignes de Vie, Maternité de la Clinique Rhéna, Strasbourg, France
- 2016 : Racines de France, Palais de l'Élysée, France.
- 2016 : Banc-serpentin, Ambassade de France à Buenos Aires, Argentine.
- 2016 : Only Children Bench et We Watch You Too, Londres, Royaume-Uni.
- 2015 : Rencontre Alsacienne, École Alsacienne, Paris, France.
- 2015 : Hôtel Fourvière, Lyon, France. Création de trois œuvres in-situ.
- 2015 : Banc d'amarrage et Twin Bench, Polygone Riviera, Cagnes-sur-mer, France
- 2014 : Fauteuils Croco de Ville, Ville de Bordeaux, France.
- 2013 : Nouages, Quai Gillet, Lyon, France.
- 2012 : Circular Bench, Château de Chaumont, Chaumont-sur-Loire, France.
- 2011 : Hôtel du Marc, Reims, France. Gloriette, Beyrouth, Liban.
- 2010 : Gloriette, Beyrouth, Liban.
- 2009 : Façade du Collège Hôtel, Lyon, France.
- 2001 : Banc, Fukuroi Art City Project, Fukuroi, Japon.
- 2000 : Paysage d’eau, D.I.T.G., Tours, France.
- 1997 : Mémorial, Colegio Nacional de Buenos Aires, Buenos Aires, Argentine.
- 1995 : Table d’Orientation, Collège R. Doisneau, Montrouge, France.
- 1994 : The Potato harvester, Faret Tachikawa, Tokyo, Japon.
- 1991 : Rodin-belvédère, Issy-les-Moulineaux, France.
- 1990 : Série de fontaines et sculptures, Usine Neyrat-Peyronie, Chalon sur Saône, France.

### Design
- Veuve Clicquot, LVMH
- Parfums Givenchy, LVMH
- Parfums Loewe, LVMH
- Chandon-Argentina, LVMH
- Domeau & Pérès, Jyn-Jon
- Make Up For Ever, LVMH
- Kenzo, LVMH
- Ligue de football professionnel
- Prost Grand Prix
- Poltrona Frau / Musée des Arts Décoratifs de Paris
- Deloitte-Touche-Tohmatsu
- Herman-Miller
- Théâtre de la Monnaie à Bruxelles

### Filmographie
- 2020: Le Cercle de Lecture. Film avec Blanca Li autour de l'installation Le Cercle pour la Fiac 2018 au Jardin des Tuileries dirigé par Rodrigo Reinoso.
- 2006 : Thoneteando, Paris. Film avec Blanca Li et Bimba Bose autour du travail sur les chaises Thonet.
- 2004 : Séances, Paris. Film avec Blanca Li mettant en scène plusieurs séances d’analyse sans voix, où tout est exprimé par le corps.
- 2001 : Paris/Soissons, Paris. Film de 6 min. présentant deux expositions monographiques.
- 1996 : Mestiçagem, Brésil. Film diffusé sur Canal Plus et Rede Globo Brésil.
- 1989 : Une proue pour la Démocratie. Film dédié au bicentenaire de la Révolution Française.

### Conception, photographie et maquette
- 1986 : Un Théâtre d’Opéra, Paris, Éditions Duculot.
- 1985 : Théâtre en Europe, numéro spécial de la revue sur Peter Brook.
- 1985 : Béjart au travail, Tokyo, Éditions Shinshokan.
- 1984 : Tango, Buenos Aires, Éditions Gaglianone. Préface de Jorge Luis Borges.
- 1984 : Béjart au travail, Paris, Éditions J.C. Lattés.
- 1982 : Tango, Paris, Éditions Favre.